# Seznam nosilcev srebrnega znaka usposobljenosti SV - vojaški smučarski učitelj
Seznam nosilcev srebrnega znaka usposobljenosti - vojaški smučarski učitelj.

## Seznam
(datum podelitve- ime)
- 1. junij 2001 - Boštjan Kostanjšek - Rajko Lotrič - Tomaž Perše - Marko Pogorevc